# 筒森神社
筒森神社（つつもりじんじゃ）とは、千葉県夷隅郡大多喜町筒森にある神社である。旧社格は村社。

## 由来
史実では、壬申の乱に敗れた大友皇子はその場で討死したとされるが、そこで死んだのは実は影武者で、大友皇子本人は妻子らと東国へ逃れたとする伝説がある。
この伝説のうちの一つによると、大友皇子は后の十市皇女とともに上総に逃れたが、君津市俵田で追っ手によって敗れ、残された十市皇女は山を分け入って筒森郷の「限りの山」にたどりついたものの、妊娠中であった十市皇女はその地で難産（流産）の末亡くなったとされ、地元の里人がこれを哀れに思い、大友皇子と十市皇女の霊を手厚く弔い社を建てたのが筒森神社とされる。
天慶8年（945年）に社殿が造られ、御筒大明神と呼ばれた。明治5年（1872年）に、現在地に遷宮され、社名を筒森神社とした。

## 祭神
十市皇女を祀り、安産の神とされる。